# Nakayoshi Yuji
Yuji Nakayoshi (sinh ngày 4 tháng 9 năm 1972) là một cầu thủ bóng đá người Nhật Bản.

## Sự nghiệp câu lạc bộ
Yuji Nakayoshi đã từng chơi cho Consadole Sapporo và Oita Trinita.